# Statek półzanurzalny
Statek półzanurzalny jest samowystarczalną jednostką pływającą posiadającą możliwość częściowego zanurzenia kadłuba i ponownego jego wynurzenia. W pozycji półzanurzonej uzyskuje większą stateczność niż klasyczne jednostki pływające, jednak wymaga odpowiedniego balastowania. W przeciwieństwie do okrętów podwodnych zanurzana jest jedynie część – nie całość kadłuba. Statki półzanurzalne służą głównie do transportu obiektów posiadających własną pływalność.

## Rodzaje statków półzanurzalnych

### Turystyczne obserwacje podwodne
Przykładowym statkiem do zastosowań tego typu jest „Finding Nemo Submarine Voyage” z parku rozrywki Disneyland. Z wyglądu przypomina on wynurzony okręt podwodny. Pasażerowie wchodzą na pokład i zajmują miejsca w części kadłuba, znajdującej się poniżej linii wodnej. Stamtąd rozciąga się widok na podwodne atrakcje. Stwarza to iluzję podróży okrętem podwodnym. Podobne statki są używane podczas wycieczek po rafach koralowych.

### Głębinowe badania naukowe
Stabilną platformę na wzburzone morza zaprojektowano jako statek, zdolny do uzyskiwania przegłębienia dochodzącego do 90 stopni. Jego dziób i rufa połączone są konstrukcją w postaci rury. Na rufie znajdują się platformy, drabiny i oraz osprzęt, pozwalający na funkcjonowanie jednostki w pozycji roboczej. W pozycji tej dziób zanurza się głęboko, ustawiając cały statek pionowo, a nad powierzchnią wody pozostaje jedynie rufą. Wąski rurowy kadłub stawia niewielki opór w warunkach nawet silnego falowania (rozkołysu), dzięki czemu całość stanowi dużo bardziej stabilną platformę do badań naukowych od konwencjonalnej jednostki pływającej.

### Wojsko
Pochodzący z czasów amerykańskiej wojny secesyjnej okręt wojenny USS „Monitor” uważany jest za przodka jednostek półzanurzalnych. Posiadał niewielką wolną burtę (potocznie rozumianą jako odległość pomiędzy pokładem a poziomem wody), zaś maszynownia, bunkry węglowe i pomieszczenia załogi znajdowały się poniżej linii wodnej. Jedynie mała sterówka, wieża artyleryjska i komin wystawały ponad płaski pokład. Nie można go jednak uznać za właściwą jednostkę półzanurzalną, nie mógł bowiem zmieniać poziomu zanurzenia.
USS „Spuyten Duyvil” z 1864 r. był okrętem półzanurzalnym w pełnym znaczeniu tego słowa – stanowił system obronny z możliwością nabierania wody do zbiorników balastowych, dzięki czemu obniżał profil i mógł niepostrzeżenie atakować inne jednostki. Podobnie jak w przypadku USS „Monitor”, zastosowano na nim szereg wynalazków, jak np. ruchomy wysięgnik o zmiennej długości do stawiania min morskich pod celem.
Mała powierzchnia przekroju poprzecznego na linii wodnej daje jednostce pływającej dobrą stateczność. Z kolei okręty podwodne uzyskują w zanurzeniu duże prędkości, ponieważ pod wodą nie powstaje fala dziobowa. W oparciu o te dwa zjawiska stworzono model teoretyczny i zbudowano prototyp, składający się z dwóch podwodnych pływaków oraz opływowych wsporników, unoszących nadbudówkę. Takie rozwiązanie miało zapewnić zarówno pożądaną prędkość, jak i stateczność na wzburzonym morzu (w pewnym zakresie, ograniczonym rozmiarami jednostki).
Koncern Lockheed Martin zaprojektował i zbudował okręt doświadczalny USS „Sea Shadow”, pod wieloma względami spełniający powyższy opis. Zamiast jednak opierać nadbudówkę na opływowych wspornikach, przytwierdzono ją do pływaków za pomocą ciągłych, płaskich elementów o dużym nachyleniu – całość tworzy strukturę trudną do wykrycia przez radar.

### Transport

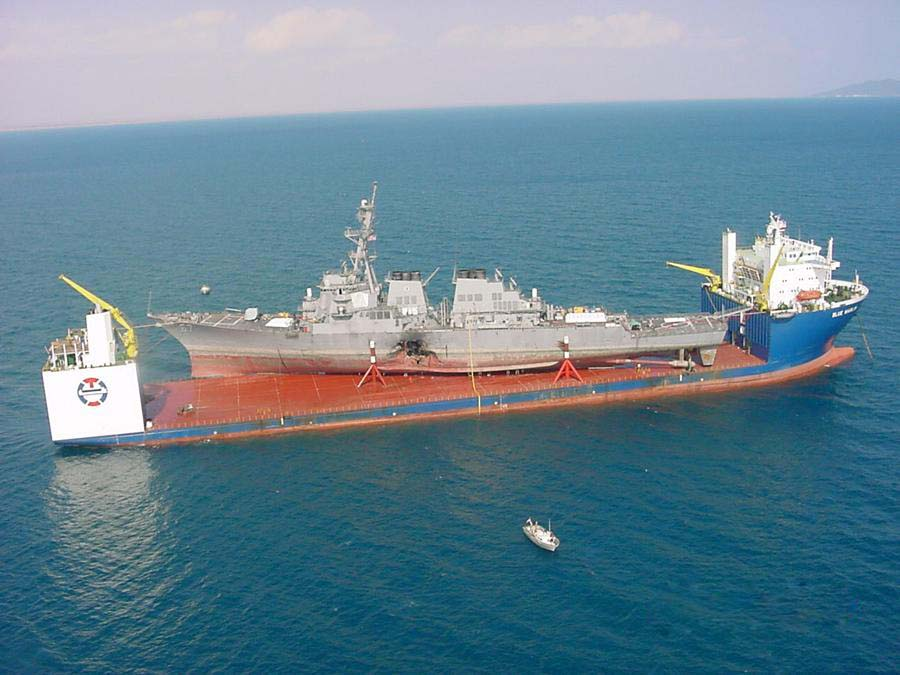
MV „Blue Marlin” transportujący okręt USS „Cole”

Półzanurzalny statek ciężarowy, zwany też flo/flo (ang. float-on/float-off – wpłyń/wypłyń) ma nisko położony, długi pokład pomiędzy nadbudówką dziobową a maszynownią na rufie. Napełnienie zbiorników balastowych powoduje zanurzenie dolnego pokładu pod powierzchnię wody, pozwalając na umieszczenie nad nim innych statków, platform wiertniczych lub dowolnego pływającego ładunku. Po wypompowaniu wody ze zbiorników pokład z ładunkiem unosi się ponad wodę. Dla utrzymania równowagi zbiorniki mogą być napełnione nierównomiernie.
Największym odbiorcą usług flo/flo jest przemysł naftowy. Statek półzanurzalny potrafi przetransportować platformę wiertniczą z miejsca jej konstrukcji do miejsca wydobycia w czterokrotnie mniejszym czasie niż potrzebowałaby na to platforma z własnym napędem – szybkie przemieszczanie platform pozwala na znaczne oszczędności.
Marynarka wojenna USA użyła statków półzanurzalnych do transportu swoich dwóch uszkodzonych okrętów. Pierwszym była fregata rakietowa USS „Samuel B. Roberts” (FFG 58), niemal zatopiona przez minę morską w centrum Zatoki Perskiej 14 kwietnia 1988 r. Fregata została przetransportowana przez Dubaj do Newport w Rhode Island przez statek Mighty Servant II. Dwanaście lat później transportowiec Blue Marlin zabrał niszczyciel rakietowy USS „Cole” (DDG 67) z Adenu w Jemenie do Pascagouli w stanie Mississippi, po tym, jak okręt został uszkodzony w ataku bombowym 12 października 2000 r. Czarterowano również inne statki w celu transportu mniejszych jednostek, zwykle trawlerów lub statków patrolowych – marynarka nie posiada własnych statków flo/flo.
W 2004 r. Blue Marlin przewiózł największą na świecie platformę wydobywczą, BP Thunder Horse, ze stoczni w Korei do Corpus Christi w Teksasie.
Wiele z największych statków, wliczając Mighty Servant I, Blue Marlin i Black Marlin jest własnością firmy Dockwise. W 2004 r. Dockwise powiększyła pokład Blue Marlin, czyniąc go największym transportowcem świata. Dwa statki firmy zostały zniszczone: Mighty Servant II wywrócił się po zderzeniu z podwodną przeszkodą w Indonezji w listopadzie 1999 r. Mighty Servant III zatonął po wyładowaniu modułu wiertniczego Aleutian Key na wodach przybrzeżnych Angoli w grudniu 2006 r., jednakże został podniesiony, odrestaurowany i powrócił do służby.

### Wiertnictwo przybrzeżne

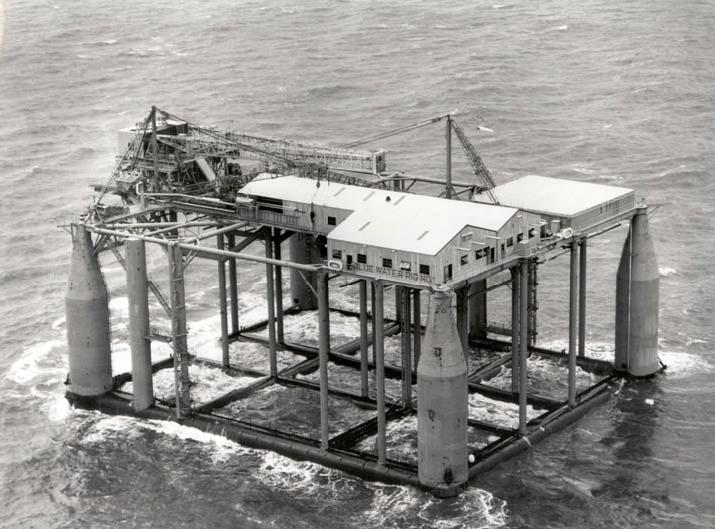
Platforma Bluewater 1

Inny rodzaj jednostek półzanurzalnych, wynaleziony przez Bruce’a Collipa z Shell, stosowany jest w wiertnictwie przybrzeżnym. Do odwiertów na głębokości do 30 metrów używano platform przytwierdzonych do dna. Kiedy pojawiło się zapotrzebowanie na odwierty w Zatoce Meksykańskiej na głębokości do 130 metrów, przedsiębiorstwa wiertnicze stworzyły pierwsze platformy samopodnośne. Pierwsza półzanurzalna platforma pojawiła się przypadkowo w 1961 r. W Zatoce Meksykańskiej Blue Water Drilling Company posiadała i obsługiwała na zlecenie Shell czterokolumnową jednostkę podwodną Blue Water Rig No.1. Jej pontony okazały się niewystarczające do podtrzymania platformy z magazynami, została więc odholowana przy zanurzeniu sięgającym wysokości pomiędzy wierzchołkami pontonów a spodem pokładu. Zaobserwowano wtedy, że przy takim zanurzeniu ruchy platformy są wystarczająco małe do użytkowania jej jako jednostki nawodnej. Od tego czasu projektuje się platformy bazujące właśnie na takiej zasadzie.
Platformy półzanurzalne są stabilnymi jednostkami służącymi do poszukiwań surowców i wierceń. Posiadają własny napęd (pędniki azymutalne z dynamicznym pozycjonowaniem) lub przemieszcza się je za pomocą holowników i zakotwicza.

### Okręty dźwigowe
Zalety omawianych jednostek zostały zauważone w przemyśle konstrukcji przybrzeżnych. W 1978 r. firma Heerema zbudowała statki Balder i Hermod – półzanurzalne jednostki dźwigowe składające się z dwóch dolnych kadłubów (pontonów), trzech kolumn na każdym z kadłubów i kadłuba górnego. Następnie firmy J. Ray McDermott i Saipem wprowadziły statki tego samego typu; jednostki DB-102 (znana też jako SSCV Thialf) oraz Saipem 7000 mogą podnieść odpowiednio 14 200 i 14 000 ton.
Podczas przewozu statek dźwigowy jest pozbawiany balastu aż do zanurzenia, w którym jedynie część dolnego kadłuba znajduje się pod wodą. Przy podnoszeniu nabiera balastu, a dolny kadłub schodzi zupełnie pod wodę. Efekt falowania ulega zredukowaniu. Wysoka stabilność osiągalna jest poprzez dalekie rozmieszczenie kolumn – w ten sposób jednostka zdolna jest do podnoszenia bardzo ciężkich ładunków.